# Samuel Klingenstierna

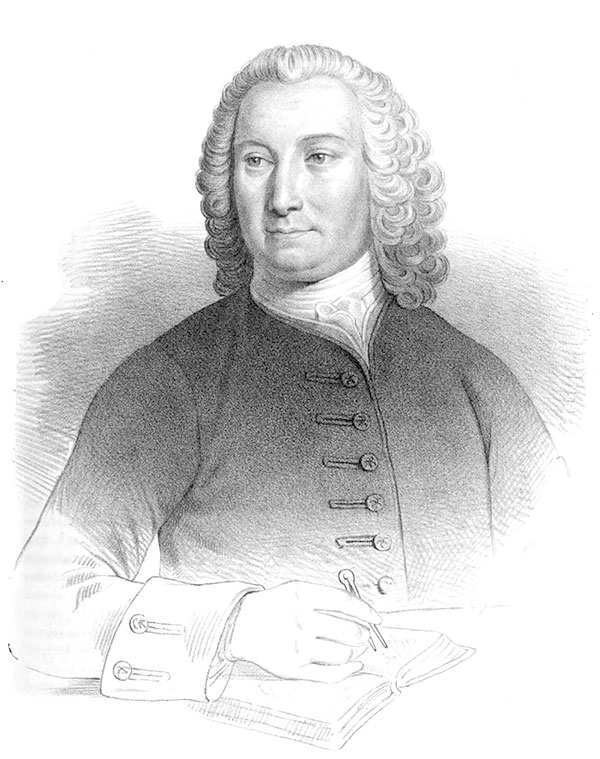

Samuel Klingenstierna (1698 em Linköping - 1765 ) foi um físico e matemático sueco.
Klingenstierna estudou direito na Universidade de Uppsala e tornou-se secretário do Tesouro, mas recebeu permissão  para continuar os estudos filosóficos e científicos. Em 1727, com ajuda de uma bolsa, fez uma viagem à Europa, contatando em Marburg com Christian Wolf, e com Johann Bernoulli em Basileia. Ao seu regresso em 1728 tornou-se professor de matemática em Uppsala em 1750 e professor de física. Entre 1756-1764 ele era um professor do príncepe-herdeiro.
Foi o primeiro a apontar erros nas ideias de Newton sobre a refração da luz.
Seus escritos na Inglaterra sugerem o oftalmologista John Dollond em estudos semelhantes.